# Cyclone Ianos
Le cyclone Ianos, également connu sous le nom de Medicane Ianos, est un cyclone subtropical méditerranéen (medicane) qui a frappé la Grèce les 17 et 18 septembre 2020. C'est la Grèce qui a attribué au système le nom Ianos (Ιανός), parfois francisé en « Janus », tandis que le service météorologique allemand a utilisé le nom Udine donné par l'université libre de Berlin, les Turcs ont utilisé Tulpar et les Italiens Cassilda.
Ianos s'est développé sur le golfe de Syrte à partir d'une zone de basse pression qui a rapidement lancé la cyclogenèse tropicale tout en se déplaçant sur des eaux chaudes. Après avoir reçu divers noms de différents centres météorologiques, la tempête, surnommée Ianos par les Grecs, s'est rapidement intensifiée en se déplaçant vers le nord-est. La tempête a alors frôlé le sud l'Italie, donnant à Malte et la Sicile des vents de force de tempête tropicale. Malgré son approche des terres le petit cyclone a atteint son intensité maximale avec des vents de 120 km/h le 18 septembre, juste avant de toucher terre dans le sud-ouest de la Grèce.
Les dégâts ont été très importants en Grèce, les villes du centre du pays ayant subi le plus gros des effets de la tempête. Des villes comme Karditsa et Mouzaki ont été inondées pendant plusieurs jours. De graves dommages agricoles ont été signalés dans les zones rurales au nord d'Athènes. Selon une étude de 2022, Ianos est le cyclone de ce type le plus intense jamais enregistré en Méditerranée.

## Évolution météorologique
Une dépression en altitude s'est déplacée vers l'est dans le Sud de la mer Méditerranée le 14 septembre en même temps qu'un centre dépressionnaire de surface a commencé à se développer sur le golfe de Syrte en Libye, commençant la cyclogenèse tropicale en formant un noyau chaud à la surface surmonté d'une goutte froide en altitude. Le 15 septembre 2020 naît un système convectif persistant alors que la température de surface oscille entre 26 et 27 °C. Le lendemain, le réchauffement du cœur de la dépression s'est amplifié, organisant la convection. Le système traverse la Méditerranée en passant au sud de l'Italie, affectant Malte et la Sicile au passage.
Le 17 septembre, en son centre à 1 004 hPa un œil est apparu caractéristique d'un cyclone tropical. Les cisaillements profonds étaient encore significatifs en cours de journée sur le secteur. De fait, la convection est restée dans le cadrant le nord du système. En fin de journée, une nouvelle poussée convective s'est produite autour du centre dépressionnaire, signe d'une possible intensification. Les vents analysés par satellite proches de 40 à 50 nœuds (93 km/h) soit l'équivalent de vents de force tempête tropicale.
Tôt le 18 septembre, Ianos touche l'ouest de la Grèce et de rafales de vent de 110 km/h sont observées par les stations météorologiques sur les îles Ioniennes au large de la côte ains qu'une pression de 999 hPa. Les vents estimés par satellite météorologique sont de l'ordre de 50 nœuds (93 km/h). En mi-journée, des vents de 112 km/h sont notés à l'aéroport de Céphalonie avec une pression de 994 hPa alors qu'une onde de tempête déferle sur sa côte avec des vagues de 6 mètres. Ianos a touché terre sur la côte grecque à son intensité maximale avec des vents soutenus estimés à près de 120 km/h et une pression centrale estimée à 995 hPa ce qui équivaut à un ouragan de catégorie 1 dans l'échelle de Saffir-Simpson.
Une étude de 2022 a depuis démontré que des vents soutenus sur 1 minute allant jusqu'à 44 mètres par seconde (158 km/h) et des rafales de 54 mètres par seconde (194 km/h) ont été enregistrés sur l'île de Céphalonie (mer Ionienne) où est passé le centre d’'Ianos, équivalent à ouragan de catégorie 2 dans l'échelle de Saffir-Simpson. La pression centrale minimale enregistré a atteint 984,3 hPa.

## Impact

### Italie
Lorsque Ianos est passé au sud de l'Italie le 16 septembre, il a produit des pluies modérées dans le sud du pays et en Sicile. Jusqu'à 35 mm de pluie ont été signalés à Reggio de Calabre, soit plus que les précipitations mensuelles normales pour la ville.

### Grèce
Le service météorologique national hellénique a émis des alertes rouges, le plus haut niveau lors de la formation de Ianos. Les accumulations officielles maximales de pluie au moment des événements furent de 142 mm, bien que des quantités supérieures ont pu être possible le long des pentes des montagnes faisant face au vent. Dans une étude de 2022, les cumuls de pluie sur 48 heures dans les îles Ioniennes ont atteint de 250 mm à Zante et 769 mm à Céphalonie. En Grèce continentale, la valeur la plus élevée a été enregistrée à Pertouli (en), à une station située à l'altitude de 1 170 m, avec un total de 317 mm.
Les vents ont abattu des arbres et causé des pannes de courant sur les îles Ioniennes, alors que les pluies ont causé des inondations et des glissements de terrain. Les médias grecs ont rapporté que sur l’île de Céphalonie, des voitures furent enterrées par des avalanches de pierres emportées par les pluies. Les routes se sont effondrées, les bateaux ont coulé dans les ports. Lorsque Ianos a touché la partie occidentale de la Grèce, cela a provoqué des dégâts similaires. Plus de 5 000 maisons ont été endommagées. Un pont s'est également effondré à Karditsa, l'une des zones les plus durement touchées.
Dans tout le pays, plus de 600 personnes ont été secourues par le service national de lutte contre les incendies. Une partie de la récolte de coton grecque fut détruite, en particulier en Thessalie. Certaines maisons et villages étaient toujours coupés du monde extérieur le 21 septembre a rapporté la chaîne de télévision grecque Skai TV.
Ianos a laissé quatre morts et une disparue, :
- Le 19 septembre, un homme a été retrouvé mort dans sa ferme au nord d'Athènes, tandis que le corps d'une femme a été récupéré de sa maison inondée dans une ville voisine ;
- Le 20 septembre, le corps d'un fermier de 62 ans a été retrouvé sous le toit effondré de sa maison dans un village au nord d'Athènes.
- Une femme de 43 ans a été retrouvée morte le 24 septembre, après avoir été déclarée disparue le 20 septembre, qu'elle fut balayée à plusieurs kilomètres de sa voiture par une crue soudaine.

## Aide et réparations
Le 20 septembre, la compagnie d'électricité a annoncé que 61 sous-stations avaient été remises en service dans la zone urbaine de Karditsa et 10 autres seraient alimentées sous peu. Des efforts furent faits pour rétablir le courant à Argithéa et Mouzaki également. Les hauts fonctionnaires de la société ont rencontré le chef du service d'incendie de Karditsa pour coordonner et accélérer le pompage de l'eau dans les zones où les équipes techniques devaient travailler. À Mouzaki, le maire Fanis Stathis a déclaré que toutes les écoles et crèches resteraient fermées plusieurs jours, car Ianos a endommagé le réseau routier et les bâtiments scolaires de la région.
Le premier ministre grec, Kyriakos Mitsotakis, a promis que toutes les zones touchées bénéficieront d'un soutien immédiat et a envoyé trois hauts fonctionnaires dans la région centrale la plus durement touchée. Le 22 septembre, il a lui-même visité la région de Karditsa, l'une des régions les plus durement touchées, annonçant une compensation immédiate de 5 000 à 8 000 euros pour chaque ménage et entreprise à Karditsa et Mouzaki